# Yasuzō Nojima
Yasuzō Nojima (dans l’ordre japonais Nojima Yasuzō 野島 康三, né le 12 février 1889, mort le 14 août 1964) est un photographe japonais.

## Biographie
Nojima Yasuzō naît dans la ville d’Urawa, à proximité de la capitale. Son père est le directeur de la banque Nakai. En 1906, alors qu’il est étudiant à l’école Keiō, il commence à pratiquer la photographie. En 1909, il expose pour la première fois dans des cercles amateurs. En 1909, il interrompt ses études pour se consacrer à la photographie.
En 1915, Nojima ouvre le studio Mikasa à Tōkyō dans le quartier de Jinbochō. Il y expose le travail de photographes et de peintres, comme Kishida Ryūsei. En 1919, il ouvre une galerie de peinture, Kabutoya gadō. L’année suivante, il ferme le studio et la galerie, mais il continue de jouer un rôle de mécène et de galeriste important. Au cours des années 1920, il se met lui-même à la peinture et expose dans divers salons comme celui de l’Association pour la création d’une nouvelle peinture nationale (Kokuga sōsaku kyōkai). En 1939, il participe à la création d’une section Photographie au sein de cette association, contribuant ainsi à légitimer la photographie comme art. En 1932-1933, il participe activement au lancement de la revue Kōga (Image positive / Image lumineuse) qui réunit des photographes et critiques de sensibilité différente comme Nakayama Iwata (1895-1949) et Kimura Ihei, mais qui reste surtout connue pour son rôle dans la promotion du modernisme. Parallèlement, Nojima Yasuzō aide Yanagi Sōetsu à réunir les fonds pour l’ouverture du Musée des arts populaires (Nihon mingeikan). Après la Seconde Guerre mondiale, il continue à exposer, mais son activité générale est moindre. Il décède en août 1964 dans la petite ville de Hayama des suites d’une longue maladie.

## Œuvre
Les premières photographies de Nojima Yasuzō sont de style pictorialiste. Il utilise abondamment les procédés à la gomme bichromatée qui donnent à ses œuvres, comme Mer trouble (1910), une texture picturale.
À partir de 1914, il multiplie les portraits en buste et les natures-mortes. Il réalise certains portraits d’artistes connus comme celui du potier Tomimoto Kenkichi (1886-1963). L’influence du réalisme minutieux de Kishida Ryūsei y est manifeste. Grâce à ce rapprochement, Nojima parvient à mettre la photographie sur le même plan historique que la peinture.
Autour de 1930, son style s’épure. Dans ses nombreux nus féminins, il met l’accent sur les lignes et les jeux de lumière. Un certain mystère émane de ses œuvres qui accompagnent les débuts de la photographie surréaliste au Japon.